# Iwaki FC
L'Iwaki FC (いわきFC?, Iwaki Efushi) è una società calcistica giapponese di Iwaki, nella Prefettura di Fukushima. Milita in J2 League, il secondo livello del campionato giapponese di calcio.

## Storia
L'Iwaki FC fu fondato nel 2012, ma iniziò a disputare campionati locali solo a partire dal 2013. Nel novembre 2016 fu inaugurato un nuovo campo di allenamento, mentre nel giugno 2017 una club house.
Tra il 2015 e il 2017, l'Iwaki FC si classificò sempre al 1º posto in campionato, scalando le categorie della Fukushima Prefectural Football League e venendo infine promosso nella Tohoku Soccer League. Nel 2017, il club debuttò nella Coppa dell'Imperatore: dopo aver sconfitto il Norbritz Hokkaido al 1º turno, superò sorprendentemente al 2º turno l'Hokkaido Consadole Sapporo per 5-2 ai tempi supplementari, ma al 3º turno venne poi eliminato dallo Shimizu S-Pulse.
Tra il 2018 e il 2019 l'Iwaki FC vinse anche i campionati della Tohoku Soccer League, ottenendo nella stagione 2019 la promozione in Japan Football League.
Dopo il 7º posto conseguito nella stagione 2020, nella stagione 2021 il club trionfò anche in Japan Football League, ottenendo in questo modo la promozione tra i professionisti in J3 League.
Nella stagione 2022 l'Iwaki FC ha preliminarmente conseguito la licenza di partecipazione alla J2 League il 28 ottobre 2022; pochi giorni dopo, ovvero il 6 novembre, è stato incoronato matematicamente campione della J3 League alla 32ª giornata di campionato, ottenendo di conseguenza la promozione in J2 League per la stagione 2023.

## Stadio
Fino al 2022 l'Iwaki FC disputava gli incontri casalinghi al J-Village Stadium. Dal 2023, in virtù della promozione in J2 League, ha adottato come impianto sportivo l'Iwaki Greenfield Stadium.

## Palmarès

### Competizioni nazionali
- J3 League: 1

2022
- Japan Football League: 1

2021

## Organico

### Rosa 2024
Rosa e numerazione aggiornate al 21 agosto 2024.
| N. |                     | Ruolo | Calciatore              |
| -- | ------------------- | ----- | ----------------------- |
| 1  | Giappone (bandiera) | P     | Kengo Tanaka (capitano) |
| 2  | Giappone (bandiera) | D     | Yūsuke Ishida           |
| 5  | Giappone (bandiera) | D     | Shūhei Hayami           |
| 6  | Giappone (bandiera) | C     | Kanta Sakagishi         |
| 7  | Giappone (bandiera) | A     | Jun Nishikawa           |
| 8  | Giappone (bandiera) | C     | Sōsuke Shibata          |
| 9  | Giappone (bandiera) | A     | Yoshihito Kondō         |
| 10 | Giappone (bandiera) | A     | Kōtarō Arima            |
| 11 | Giappone (bandiera) | A     | Keita Buwanika          |
| 14 | Giappone (bandiera) | C     | Daiki Yamaguchi         |
| 15 | Giappone (bandiera) | C     | Naoki Kase              |
| 17 | Giappone (bandiera) | A     | Kaina Tanimura          |
| 18 | Giappone (bandiera) | A     | Keita Shirawachi        |
| 19 | Giappone (bandiera) | C     | Yūsuke Ōnishi           |
| 20 | Giappone (bandiera) | C     | Yūma Katō               |
| 21 | Giappone (bandiera) | P     | Kōtarō Tachikawa        |

| N. |                          | Ruolo | Calciatore        |
| -- | ------------------------ | ----- | ----------------- |
| 22 | Giappone (bandiera)      | D     | Jin Ikoma         |
| 23 | Giappone (bandiera)      | C     | Rui Ōsako         |
| 24 | Giappone (bandiera)      | C     | Yūto Yamashita    |
| 27 | Giappone (bandiera)      | D     | Kazuki Dohana     |
| 28 | Giappone (bandiera)      | A     | Ryō Tanada        |
| 30 | Giappone (bandiera)      | A     | Reo Sugiyama      |
| 31 | Giappone (bandiera)      | P     | Shūhei Shikano    |
| 32 | Giappone (bandiera)      | D     | Sena Igarashi     |
| 33 | Corea del Sud (bandiera) | D     | Hyun Woo-been     |
| 34 | Giappone (bandiera)      | D     | Rio Ōmori         |
| 36 | Giappone (bandiera)      | A     | Taisei Katō       |
| 37 | Giappone (bandiera)      | D     | Rintarō Yamauchi  |
| 38 | Giappone (bandiera)      | A     | Naoki Kumata      |
| 39 | Corea del Sud (bandiera) | P     | Joo Hyun-jin      |
| 40 | Giappone (bandiera)      | C     | Yoshihiro Shimoda |

### Staff tecnico
Staff tecnico aggiornato al 20 aprile 2025.
- Yūzō Tamura - Allenatore
- Takumi Watanabe - Viceallenatore
- Ryō Izuka - Collaboratore tecnico
- Hiroyuki Matsumoto - Preparatore portieri
- Kazuhiko Tomooka - Preparatore fisico e conditioning coach
- Tsubasa Hisanaga - Preparatore fisico e conditioning coach
- Yūta Murakami - Analista